# Виткевич, Станислав Игнаций
Стани́слав Игна́ций Витке́вич (пол. Stanisław Ignacy Witkiewicz, псевдоним — Витка́ций (пол. Witkacy); 24 февраля 1885, Варшава, Царство Польское, Российская империя — 18 сентября 1939, Великие Озёра, Пинский повет, Полесское воеводство, Польша) — польский писатель, художник и философ.

## Биография
Сын художника, писателя, художественного критика Станислава Виткевича (1851—1915). Получил домашнее образование в родительском имении в Закопане, рос в кругу артистов, художников, писателей. С детства дружил с Каролем Шимановским и Брониславом Малиновским, сопровождал последнего в его этнографической экспедиции в Океанию (1914). Участвовал в Первой мировой войне как российский подданный, был в Петрограде во время Октябрьской революции. Увиденное в эти катастрофические годы в решающей степени определило материал, сюжетику, авторскую позицию в произведениях Виткевича.
В 1925 взял псевдоним Виткаций (пол. Witkacy, транскрибируется также как Виткацы), жестко пересмотрел сделанное им прежде как в словесности, так и в живописи. В 1930-е годы творчески экспериментировал с наркотиками, в частности употреблял мексиканский пейотль. Полтора десятка лет, оказавшихся последними, были для Виткевича временем чрезвычайного творческого подъёма, даже своего рода взрыва. Вместе с Бруно Шульцем и Витольдом Гомбровичем Виткаций обозначил передний край художественно-литературных поисков в Польше межвоенного двадцатилетия.
После вторжения в Польшу войск Германии Виткевич вместе со своей возлюбленной Чеславой Окниньской, переехал из Варшавы в имение Озера своих друзей на восточной окраине Польского государства (теперь село Великие Озёра Ровненской области Украины). 18 сентября 1939 года, на следующий день после известия о вторжении советских войск, покончил жизнь самоубийством в Озёрах, где и похоронен.

## Творчество
Художественное творчество Виткацы трудно классифицировать, но наиболее близко он подходит к экспрессионизму, нередко его сближают с сюрреализмом. Во многом его творчество близко духу Кафки, хотя без явного пессимизма. Можно считать Виткевича предшественником театра абсурда. Его произведения отличала не только странность и изощрённость, но и стремление отразить новые реалии, новые подходы науки и техники, их воздействие на образ человека.
Музой Виткацы считалась известная писательница и общественная деятельница Изабела Стахович.

## Наследие и воздействие

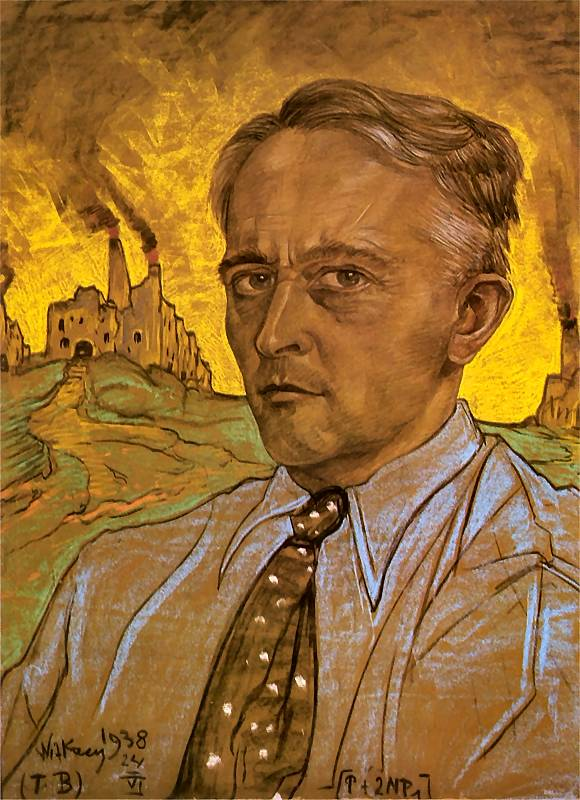
Автопортрет, 1938

Произведения Виткация переведены на многие европейские языки, книги о нём выходят в Европе и США, его романы экранизировались. Он оказал глубокое влияние на эстетику и творческую практику Тадеуша Кантора, который не раз ставил его драмы. С 1985 в Закопане существует Театр им. С. И. Виткевича, реализующий его концепцию «чистой формы» (режиссёр — Анджей Дзюк). Эссе об этико-эстетических поисках Виткевича принадлежит Феликсу Гваттари, оно вошло в его книгу Картографии шизоанализа (1989).

## Массовая культура
Виткевич любил розыгрыши. Часто он отправлял своим друзьям письма и открытки, которые датировал будущим временем. Он просил пересылать их адресату в ту дату, которая указывалась в послании. Вдова Виткевича, Чеслава Окниньская-Коженевская получала такие письма и открытки даже в начале 1960-х годов. В 1957 году одна из любовниц Виткевича, Зузанна Заротинская, получила открытку с текстом: «Зуза, выручай, пропадаю! Твой Стах». Позднейшая экспертиза подтвердила подлинность почерка писателя. В связи с такими мистификациями Служба безопасности ПНР начала поиски якобы скрывающегося Виткевича.
Сюжет криминального фильма Мистификация 2010 года построен на том, будто бы Виткевич мог симулировать свою смерть и остаться живым ещё в 1968 году.

## Книги на русском языке
- Виткевич С. И. Сапожники. Драмы. — М., Известия, 1989
- Виткевич С. И. Дюбал Вахазар и другие неэвклидовы драмы. — М., 1999
- Виткевич С. И. Метафизика двуглавого телёнка и прочие комедии с трупами. — М., 2001
- Виткевич С. И. Наркотики: Эссе. Единственный выход: Роман. — М., 2003
- Виткевич С. И. Ненасытимость: Роман. — М., 2004
- Виткевич С. И. Безымянное деянье и остальные сферические трагедии. — М., 2006
- Виткевич С. И. Прощание с осенью: Роман. — М., 2006
- Виткевич С. И. Странность Бытия: Философия, эстетика, публицистика. — М., 2013